# Lillian Hardin

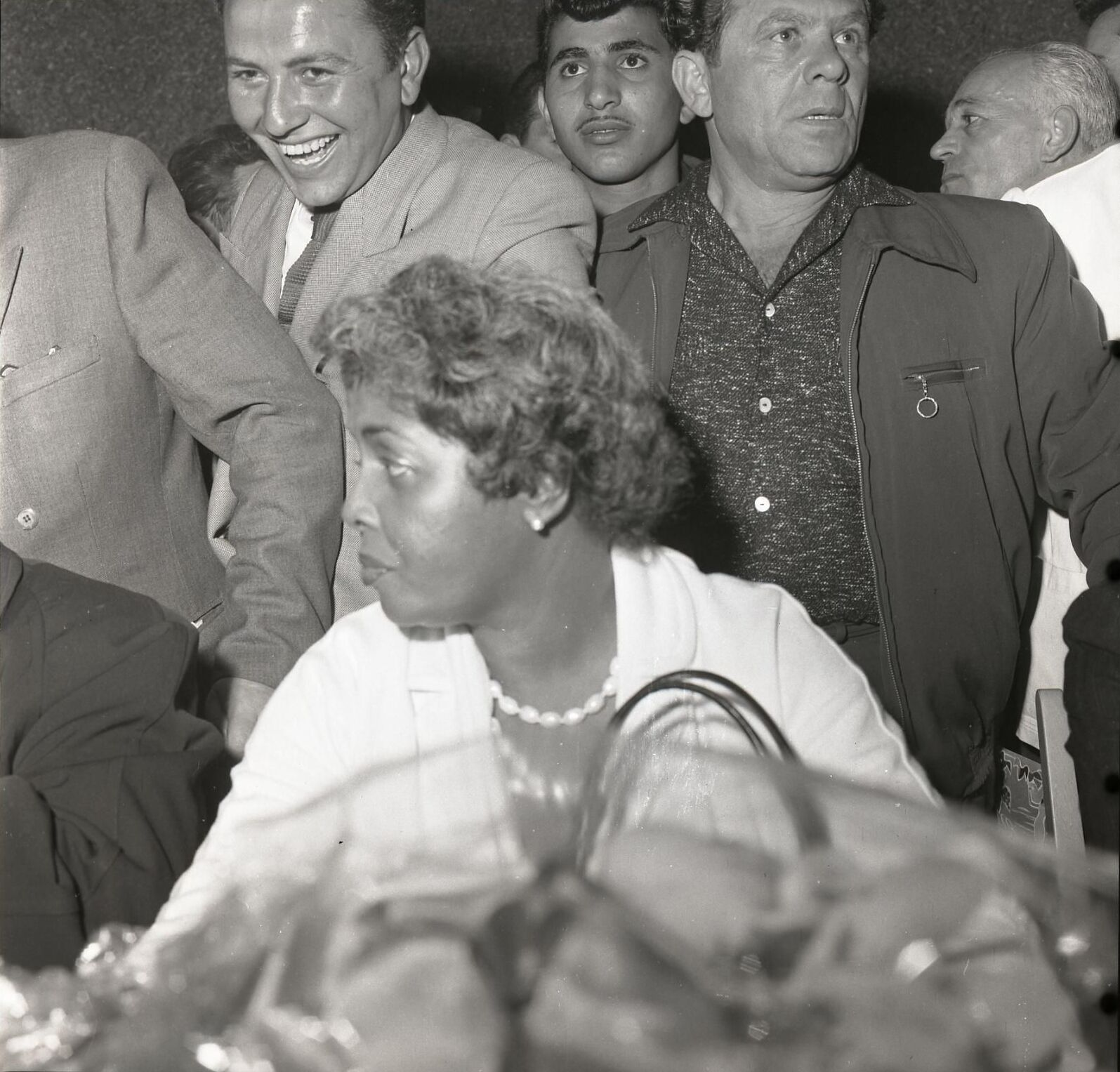
Lillian Hardin en Israel, 1959

Lillian Hardin (Memphis; 3 de febrero de 1898 - Chicago; 27 de agosto de 1971) fue una pianista de jazz estadounidense, además de compositora, arreglista y cantante de swing. Fue la segunda esposa de Louis Armstrong, a quien ayudó en su carrera decisivamente.

## Biografía. Primeros pasos como pianista
Nació en Memphis, Tennessee (EE. UU.) y tuvo una formación clásica en piano al asistir desde pequeña a una escuela de música, y que continuó en la Fisk University.
En 1918, Lil se traslada junto a su madre y su padrastro a Chicago y comienza a trabajar en una tienda de música llamada Jones Music Store. Su propietaria, Jennie Jones, también era agente de música y, conociendo las dotes musicales de Lily, la animó para que aceptase tocar en alguna banda de música swing o jazz. Sin embargo, la madre de Lil no veía con buenos ojos esa música a la que calificaba de "pecado".
Lillian, para poder tocar en la banda del clarinetista Lawrence Duhe, engañó a su madre diciéndole que tocaba en una escuela de danza. De allí, la banda fue cogiendo fama en los clubes de Chicago hasta que en 1921 se asentó en uno de los locales nocturnos más importantes de la ciudad: "The Dreamland". Fue allí donde conoció a Joe King Oliver y éste la ofrece el puesto de pianista en su grupo Creole Jazz Band. Hardin toca con ellos durante un tiempo limitado tanto en Chicago como en San Francisco, pero cuando la banda se traslada a Los Ángeles, Lil decide volver a su ciudad.

## Años 20. Louis Armstrong
Lillian Hardin vuelve a trabajar en el local "Dreamland" como pianista, y allí conocería a Jimmie Johnson, un cantante más joven que ella del que se enamoraría. Se casaron en 1922, pero se separaran poco tiempo después. Es entonces cuando le Creole Jazz Band regresa a Chicago y Joe King Oliver le vuelve a ofrecer el puesto de pianista; ella acepta.
En 1922, Oliver invita a Chicago a Louis Armstrong para unirse a su banda como segundo cornetista, ya que éste ya empieza a tener fama como trompetista. Es entonces cuando al Creole Jazz Band alcanza un gran éxito tanto artístico como económico y Armstrong se convierte en un músico famosísimo. Lillian Hardin se enamora de Louis al que, en un principio, consideraba un pueblerino. Este enamoramiento causa sorpresa entre los integrantes de la banda ya que algunos habían intentado, sin éxito, conquistarla. Lil ayuda a Louis a poder divorciarse de su primera esposa y ambos se casan en 1924.
Lillian Hardin, admirando el talento de su segundo esposo, convence a éste de abandonar amistosamente a Oliver para poder alcanzar mayores metas artísticas. Armstrong se traslada a Nueva York en 1924 pero Hardin continúa trabajando para Joe King Oliver, hasta que decide formar su propia banda y en 1925 vuelve a asentarse por tercera vez en el club "Dreamland". 
Ese mismo año, regresa Armstrong, y el matrimonio junto a Kid Orly (trombón), Johnny Dodds (clarinete) y Johnyy St. Cyr (banggio) forman la banda Hot Five (y los Hot Seven junto a Earl Hines), con la que obtendrían grandes éxitos tanto artísticos como económicos pues realizaron numerosas grabaciones.
Pero a partir de 1928, el matrimonio empezó a separarse, entre otras causas debido a las infidelidades de Louis. Earl Hines ocupa el piano y Lily forma otra banda propia. En 1931 se divorcian.

## Años 30 hasta su muerte
Lillian Hardin siguió trabajando como pianista, pero también como cantante. Grabó varios temas para Decca Records y trabajó con otros artistas como Ray Charles y Ringo Starr. Pero poco a poco empieza a alejarse del mundo de la música, al que tan sólo vuelve en ocasiones puntuales.
En 1962, escribió su autobiografía en colaboración con Chris Alberson.
Muere en Chicago en 1971 de un infarto mientras tocaba el piano en un concierto televisado en homenaje de Louis Armstrong, que había fallecido un mes antes.